# Chenghuangtempel van Nanchang
De Chenghuangtempel van Nanchang is een taoïstische tempel die gewijd is aan de taoïstische god Chenghuang. Chenghuang is de god van het lokale gebied Nanchang. De tempel ligt in de stadsprefectuur Nangchang, Jiangxi, Volksrepubliek China.

## Geschiedenis
De tempel werd in 1370 gebouwd door Zhao Wenkui (趙文奎), ten tijde van de Ming-dynastie. In dezelfde dynastie werd de tempel verplaatst naar het zuidoosten van de stad. Nanchang kende vroeger vele Chenghuangtempels, maar deze tempel was de grootste ervan.
De tempel had toen een lengt van honderdtwintig meter en een breedte van tachtig meter. Van 1436 ot 1449 werd de tempel gerenoveerd. Tijdens de Tweede Chinees-Japanse Oorlog leed de tempel veel schade. Na de oorlog in 1945 werd het gebouw door de overheid van de Republiek China gebruikt als hoofdkantoor van de organisatie die oud-vluchtelingen en slachtoffers van de oorlog hielp. In 1949 werd het een tijdelijk kantoor voor de communistische politie.